# Gnomos de Zurique
Gnomos de Zurique é uma gíria para se referir a banqueiros suíços. Os banqueiros suíços são popularmente associados com políticas extremamente secretas, enquanto gnomos em contos de fadas vivem debaixo da terra, em segredo, contando suas riquezas. Zurique é o centro comercial da Suíça.

## História
Após a Segunda Guerra Mundial, políticos do Partido Trabalhista Britânico preocuparam-se com as especulações, em relação ao enfraquecimento da libra no regime econômico. O crescimento econômico no Reino Unido foi baixo, apenas a metade o crescimento da Alemanha e da França. A demanda pela libra esterlina começou a cair.
Embora os banqueiros suíços tivessem sido criticados na Grã-Bretanha desde os anos 1950, o termo "gnomo de Zurique" originou em uma reunião de crise dos políticos trabalhistas em novembro de 1964. Os políticos culparam os banqueiros suíços pela especulação de elevação contra a libra. Durante o encontro, o político George Brown criticou os banqueiros suíços e disse, "os gnomos de Zurique estão trabalhando novamente." O termo "Gnomos de Zurique" foi então usado por muitos outros políticos da época. O então primeiro-ministro, Harold Wilson jurou resistir ao poder sinistro dos gnomos.
Paul Rossy, um banqueiro importante de Zurique na época, afirmou, "No mundo não é a imagem, mas a substância por trás da imagem que conta." A frase foi adotada pelos norte-americanos desde então.

## Impacto
Rapidamente após o slogan tornar-se famoso, alguns banqueiros suíços começaram respondendo ao telefone "Alô, gnomo falando". Um banqueiro suíço audacioso mudou-se para Londres para estabelecer seu negócio e chamou ele de "Gnomo de Notting Hill."
Em décadas recentes, os banqueiros de Zurique perderam a posição firme que possuíam na economia global devido a ascensão de Londres, Nova York, Dubai e Hong Kong como principais centros financeiros. O Museu do Dinheiro de Zurique possui exposta a escultura de um gnomo. Jurg Conzett, do Museu do Dinheiro de Zurique, diz que hoje em dia, os banqueiros veem gnomo como um título "quase" nobre.  Os banqueiros atualmente sediados em Londres, que são agitados por aumentos de taxas, regulação austera e animosidade pública para investimentos bancários estão considerando moverem-se em larga escala para Zurique, onde o comércio bancário é a "religião do Estado."

## Outros usos
- A frase é refletida nas tradições do Zürich Grasshoppers Rugby Club, cujo mascote é um gnomo e que, ocasionalmente, joga um terceiro/time casual chamado "Os Gnomos."[2]
- Gnomos de Zurique é também o nome de uma banda de rock do nordeste da Inglaterra, e de uma banda de rock psicodélico dos anos 1990, de Minneapolis, Estados Unidos.[3][4]

- Os Gnomos de Zurique são um dos Illuminati jogáveis no jogo de cartas de conspiração de Steve Jackson, Illuminati. Seu objetivo é acumular um montante especificado de milhões de dólares, a moeda do jogo.[5]

- A versão original do jogo de computador, Zork, faz referência a um "gnomo epiceno de Zurique".

- Archer & Armstrong, da Valiant Comics, destaca um grupo de gnomos literais referidos como os Gnomos de Zurique, uma das muitas facções dentro da Facção formada para matar o imortal titular, Armstrong.